# アリシア・Y
『アリシア・Y』 (ALICIA.Y) は、後藤寿庵による日本の漫画作品。『キャンディータイム海賊版』（富士美出版）にて連載された。なお、『月刊COMICロリポップ』（笠倉出版社）に掲載された予告編では「封印者」というタイトルだった。
2006年に出版された『クトゥルー神話 ダークナビゲーション』（ぶんか社）において、ミスカトニック大学在学中を描いた新作読切『アリシア・Y外伝 ロバート・ゴドラムの研究』が掲載された。
茜新社より刊行された単行本全1巻は絶版になっており、2010年6月27日よりDLsite.comにて後藤の運営するサークル「千堂屋」から電子書籍の形式で販売されていた（単行本収録分に加えて外伝も収録）が、こちらも2013年以降は販売が終了。2015年にはマンガ図書館Zでの公開の他、同年1月7日よりAmazon Kindleで販売が行われており、両媒体共に書下ろし短編『アリシア・Y 20周年おまけ漫画』を併録している。
本作はH.P.ラヴクラフトの小説『ダニッチの怪』の数十年後という設定であり、タイトルは主人公の名前であると同時に、「Y」はヨグ＝ソトースをさす。

## ストーリー
1999年のロンドン、海底神殿の入り口を探し求めて連続殺人を繰り返すインスマスの半魚人達の前に一人の少女アリシア・Y・アーミティッジが姿を現し、新たな被害者を増やさんとしていた半魚人達を一瞬にして屠り去る。一方、イギリスの空港に到着したアリシアの友人・響さつきは、アリシアの知人であるナイアールに出迎えられるが、直後に航空機が空港に衝突する。

## 登場人物

### アリシアと協力者
アリシア＝Y＝アーミティッジ
主人公。外見は14 - 15歳の少女だが、実年齢は8歳であり、年齢を偽ってミスカトニック大学に4歳で入学、6歳で卒業している。一人称は「ボク」。顔に大きな傷跡があり、右目を眼帯で覆っている。
ヘンリー・アーミッティジ教授らに計画を阻止されたウェイトリー一族の末裔が、復讐の為に魔術を用いてアーミティッジの子孫の女性に産ませたヨグ・ソトースの娘であり、ミドルネームの「Y」は“ヨグ”の意である。本来の名はアリシア・Y・ウェイトリーだったが、幼少期の辛い記憶から名を捨てて、現在の姓を名乗っている。成長が速いのも、ヨグ＝ソトースの子であるため。
作者の別作品『シャーリィ・ホームズ』の最終回にも登場しており、ナイアールと肉体関係を持ったことを明言している。
ナイアール
褐色の肌の美青年。その正体は這い寄る混沌ナイアーラトテップ。アリシアと行動を供にする際には黒猫の姿をとることもある。最終決戦時には燃える三眼の姿をとる。
響 さつき（ひびき さつき）
小説家の女性。アリシアのミスカトニック大学在籍時代の友人で、アリシアのことを「AYAちゃん」と呼ぶ。
犬丸 大丞（いぬまる だいすけ）
日本出身のジャーナリスト。妻子持ちで、龍一という息子がいる。満月の夜に狼男に変貌する力を持つ。12世紀生まれ。
ナイアールによれば神々が眠りについた際、何者にもその眠りを妨げぬように力を与えられた種族“封印守護者”の出自だが、本人はそれを知らない。満月の夜なら心臓を貫かれ半身を引き裂かれても死なない生命力を持ち、全力を出せば核兵器に匹敵する力を発揮する。妻には頭が上がらず、朝寝坊した際には包丁で滅多刺しされて起こされていた（同様に寝坊した息子は顔面に熱したフライパン）。
電子書籍版の後書きによると、元々は作者の後藤が少年誌の新人賞に応募した伝奇ラブコメ作品からの導入キャラクターであるとのこと。
ランドルフ・カーター
『ランドルフ・カーターの陳述』を始めとするH.P.ラヴクラフトの作品群の登場人物。ナイアールに協力を求められ、敵の策略によって封印されたアリシアを銀の鍵の力で救出した。
その正体は自らを夢の国の住人「ランドルフ・カーター」とすることで神の知を得たが、それを図書館として利用するに留めたラヴクラフト本人である。

### 敵対者
ジョン・ディー
ルネサンス期における英国最大の数学者にして魔道士。アブドゥル・アルハザードの「ネクロノミコン」を英訳した際に得た知識で不死となり、アザトースの守護を得、神の知を得るためにクトゥルー復活を図る。ウェイトリー一族が所持しヨグ・ソトース召喚に用いたネクロノミコン16世紀を翻訳した人物であり、それゆえアリシアと因縁がある。
不死と言っても1年の活動に111年の冬眠を必要とする。歴史上死んだことになっている時期から350年ほどの間に起きていた期間も20年に満たない上、時代の変化に合わせた意識のアップデートも出来ていないロートル。
エロール
ジョン・ディーの作り上げたホムンクルス。グールを率いて響と犬丸を襲ったが、狼男と化した犬丸の前に敗退する。
インスマスの半魚人
第1話に登場。集団で連続殺人を繰り返していたが、アリシアに屠られ、生き残ったリーダー格もジョン・ディーに始末された。
グール
第3話に登場。エロールに率いられて犬丸とさつきを襲った。

### 神々
クトゥルー
ナイアールからは「水の王」と呼ばれる神性。ジョン・ディーによって復活させられる。
ヨグ・ソトース
始まりもなく終わりもない、無限大を秘めた無限小が無限に連なる世界が真の姿とされる存在。その本質は無限情報を秘めた光集積体とされ、クトゥルー、ハスター、アザトースらのみならず、宇宙さえもヨグ・ソトースの大海に浮かんだ微小な泡に過ぎないとされている。

## 書籍情報
- 後藤寿庵『アリシア・Y』 茜新社、全1巻
  1. 1994年4月30日発売、ISBN 978-4871821032